# Кокиче
Кокиче (болг. Кокиче) — село в Болгарии. Находится в Кырджалийской области, входит в общину Кырджали. Население составляет 116 человек.

## Политическая ситуация
В местном кметстве Перперек, в состав которого входит Кокиче, должность кмета (старосты) исполняет Халил Халим Бекир (Движение за права и свободы (ДПС)) по результатам выборов правления кметства.
Кмет (мэр) общины Кырджали — Хасан Азис (Движение за права и свободы (ДПС)) по результатам выборов в правление общины.